# Huitzilopochtli

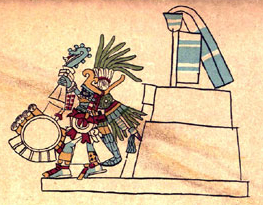
Huitzilopochtli

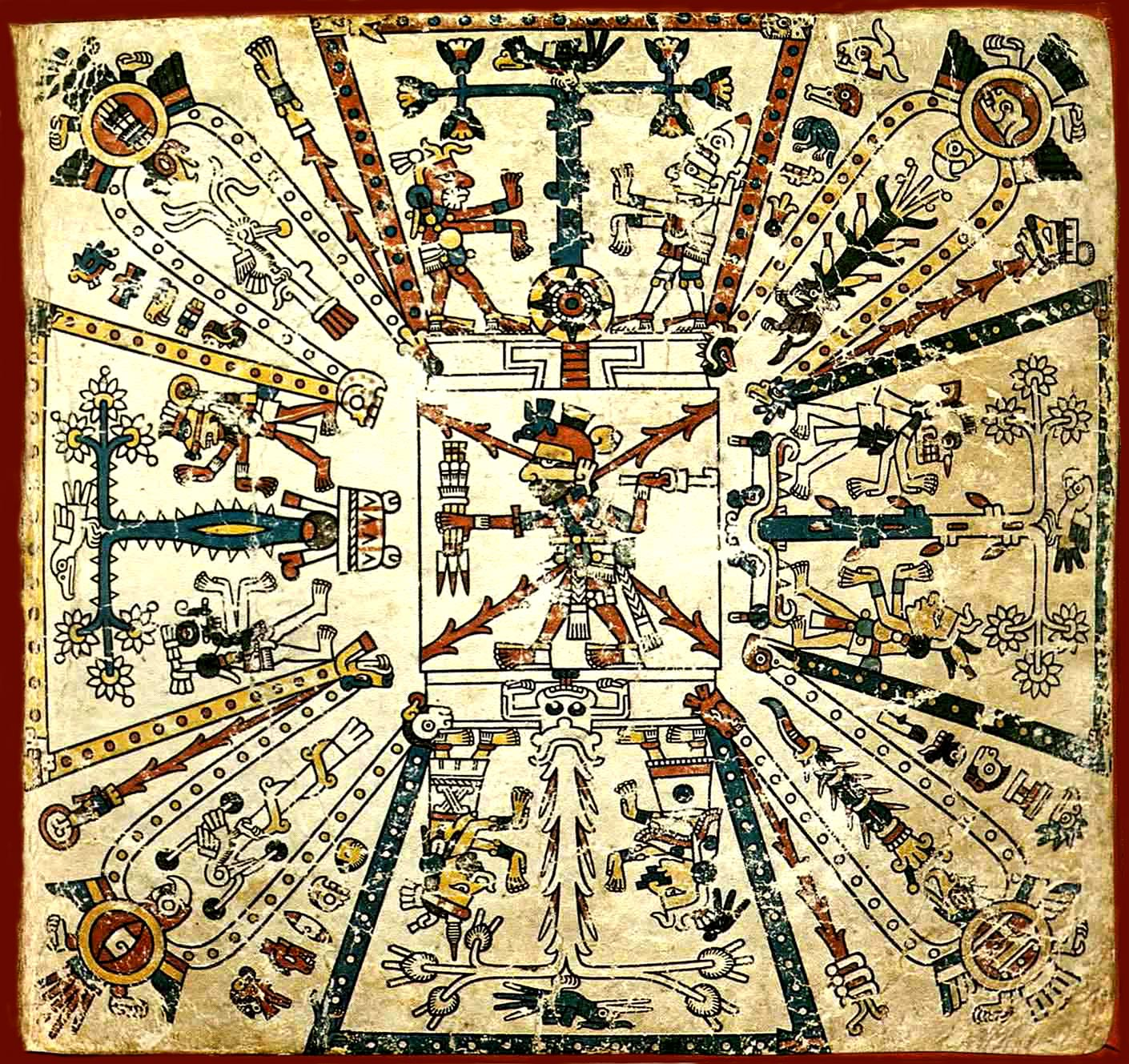
Azteeks beeld van ruimte en tijd, met in het midden Xiuhtecuhtli. Het zuiden staat, net als in bepaalde mandala's, links, daarom was Huitzilopochtli de 'kolibrie van links of het zuiden'.

Huitzilopochtli (Kolibrie uit of van het zuiden/blauwe kolibrie ter linkerzijde) was de Azteekse oorlogs- en zonnegod, en de beschermer of patroongod van de stad Tenochtitlan. Voor Midden-Amerikanen lag het westen 'boven' en lag zodoende het zuiden 'links', wat de naam van de god verklaart.
Zijn 'boosaardige' aspecten werden uitgedrukt in zijn alternatieve naam, Yáotl (de vijand). 

## Als zonnegod langs de hemel
Kolibries werden beschouwd als de zielen van gesneuvelde krijgers. De zonne- en oorlogsgod werd dagelijks langs de hemel van de dageraad tot het middaguur door die kolibries vergezeld. Van de middag tot zonsondergang werd de zonnegod Huitzilopochtli begeleid door de Cihuateteo. Tijdens hun afdaling naar het westen symboliseerden de cihuateteo een 'vallende adelaar'. 's Nachts verlichtte Huitzilopochtli het dodenrijk.

## Godenfamilie
Zijn moeder was Coatlicue, zijn vader een bal veren (of volgens sommige verhalen Mixcoatl) en volgens de Aubin Codex de watergod Tlaloc.
Volgens een legende was hij de zoon van het scheppende paar Omecihuatl en Ometecuhtli.
In een ander verhaal redde Huitzilopochtli het leven van zijn moeder Coatlicue door zijn broers en zusters, de Centzonhuitznahuac en Centzonmimizcoa te verslaan.
Zijn zuster, Coyolxauhqui, probeerde Coatlicue te waarschuwen voor haar broers en zusters, die hun moeder wilden vermoorden, omdat ze op een schandalige manier (door een verenbal) zwanger was geraakt. Op dat moment sprong Huitzilopochtli uit de baarmoeder en vermoordde per ongeluk Coyolxauhqui. Hij onthoofdde haar. Toen Coatlicue hem duidelijk maakte dat Coyolxauhqui het goed bedoelde, gooide Huitzilopochtli haar hoofd in de lucht en dat veranderde in de maan. Zo waren broer en zus goden respectievelijk van zon en maan.
Zijn symbolische 'broers' waren Quetzalcoatl (gevederde slang), Tezcatlipoca en Xipe Totec (de gevilde heer).

## Uitbeelding
Huitzilopochtli verloor in de strijd met een groot zeemonster een van zijn beide benen. Sinds deze tijd heeft de god maar een been.
Hij werd vaak afgebeeld als een kolibrie (soms als mens met kolibrie-veren) met een zwart hoofd, terwijl hij een spiegel en een slang vasthoudt. Hij verscheen ook als adelaar, zoals in de ontstaansgeschiedenis van Tenochtitlan, de hoofdstad van de Azteken.
In de Azteekse codices staat Huitzilopochtli meestal afgebeeld met zijn atlatl (speerwerper), in de vorm van de 'vuurslang' Xiuhcóatl. Hij heeft blauwgeschilderde armen en benen en kolibrieveren op zijn linkerbeen en draagt een bundel pijlen met donsveertjes aan de uiteinden en een schild.
Zijn 'kalendernaam' was Ce Técpatl (1 Vuursteen). Zijn boodschapper heette Paynal.

## Azteken
Huitzilopochtli was uitsluitend de god van de Azteken en heeft geen aanwijsbare voorlopers in vroegere culturen. De Azteken waren zijn 'uitverkoren volk'. Huitzilopochtli leidde de vier calpulli (wijken of stammen) van hun plek van oorsprong, Aztlan, dat omgeven was door water en waar een tempel stond, via schepen, naar de andere oever. In Colhuacan sloten acht andere calpulli zich bij de Azteken aan, maar in Coatlicamac scheidden hun wegen en reisden de Azteken alleen door. Ze werden voorafgegaan door vier 'godendragers', die de goden in heilige bundels op de rug droegen. Huitzilopochtli gaf bevel voor het eerst mensen te offeren, drie mimixcoa. Daarna veranderde de naam en identiteit van de Azteken in Mexica. Ze droegen nu veren in haar en (zwart geverfde) oren, kregen pijl en boog van hun god, alsmede een instrument om het 'Nieuwe Vuur' te ontsteken aan het eind van elke cyclus van 52 jaar. Ze kregen ook een draagtas in de vorm van een net. Ze waren op weg naar een land waar ze zich permanent konden vestigen.

## Stichting Tenochtitlan
Huitzilopochtli beval dat de Azteken hun hoofdstad zouden bouwen op een plek waar ze een arend op een Nopal cactus met een slang in zijn snavel vonden. Ze vonden de adelaar op de cactus op het eiland Metzliapán in de vallei van Mexico. In de versie van Diego Durán voedt de adelaar zich met de beste en mooiste vogels en heeft hij zijn nest in de cactus. De cactus ontstond uit het hart van Copil, zijn neefje. Huitzilopochtli gaf eerder de Azteken bevel zijn neef te doden en zijn hart in het riet te gooien. Maar het hart viel op een steen en toen groeide uit het hart de cactus. Copil was de zoon van Malinalxochitl, een zuster van Huitzilopochtli. Tenochtitlan dankt zijn naam aan de 'rots' (tetl) en 'stekelige cactusvrucht' (nochtli) uit deze mythe.
Huitzilopochtli werd beschermer en patroongod van Tenochtitlan. Hij genoot er dezelfde status als Tlaloc, de god van water en vruchtbaarheid. Hun 'tweelingtempels' stonden op het Templo Mayor piramideplatform en waren via een imposante, dubbele trap toegankelijk. Huitzilopochtli's tempel was bepleisterd en bloedrood geschilderd, als symbool van de oorlog, die van Tlaloc helderblauw (als symbool van water) en wit.
Er waren Tenochca Mexica en Tlatelolca Mexica. De laatste groep woonde in de zusterstad van Tenochtitlan, Tlatelolco. Zij deelden dan ook dezelfde oorsprongsgeschiedenis.  

## Priesters
Azteekse priesters van zijn cultus vijlden hun tanden en droegen hun haar op dezelfde manier zoals hun god dat op afbeeldingen heeft. Dit alles gecombineerd met het feit dat ze donkerblauwe en zwarte mantels droegen, zorgde voor een vrij angstaanjagend beeld. 
De priesters van Huitzilopochtli en Tlaloc bekleedden in de Azteekse samenleving dezelfde hoge rang.
Behalve dat ze mensenoffers brachten, offerden de priesters ook bloemen, wierook en voedsel aan Huitzilopochtli.

## Mensenoffers
Huitzilopochtli was de stamgod van de Azteken, totdat Tlacaellel de Azteekse religie hervormde en hem op hetzelfde niveau plaatste als Quetzalcoatl, Tlaloc en Tezcatlipoca. Bij de inhuldiging van de Templo Mayor in 1484 werden enkele duizenden mensen geofferd.
Het offeren van mensen was begonnen tijdens hun reis van Aztlan naar Tenochtitlan, op bevel van de god Huitzilopochtli, die hen als zijn eigen volk had uitverkoren. Er werden rituele oorlogen ontketend om krijgsgevangenen te bemachtigen, die aan de god konden worden geofferd, zoals de Xochiyaoyotl (bloemenoorlog). Aan de voet van de Grote Tempel (Templo Mayor) werden de gevangenen overgedragen aan de priesters. Die sleurden hen omhoog de trappen op, legden hen op de offersteen, sneden hun borstkas open met een obsidiaanmes en rukten hun hart uit. De lijken werden daarop gevild en de ledematen in stukken gesneden. Volgens Jones en Molyneux werden stukken vlees 'waarschijnlijk' naar beneden gebracht en genuttigd door vorsten en edelen. De harten zouden zelfs 'soms misschien' door de priesters zijn opgegeten. 

## Afbeeldingen

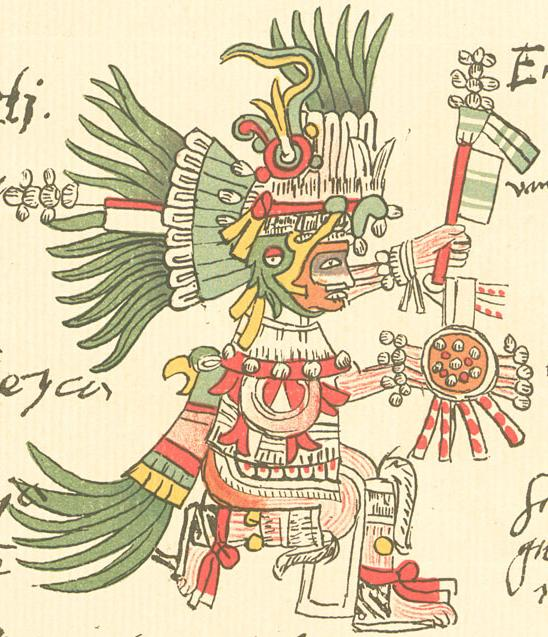
Huitzilopochtli, 16e eeuw
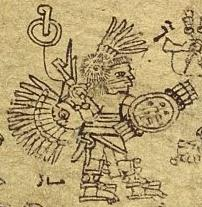
Een Azteekse keizer, verkleed als Huitzilopochtli
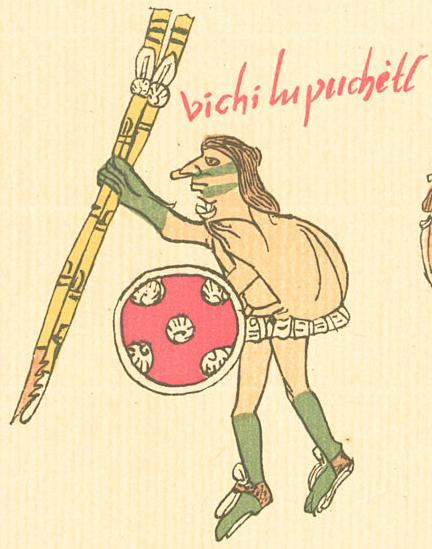
Huitzilopochtli in menselijke gedaante